# Неделко Росошки
Неделко (изписване до 1945 година: Недѣлко) е български иконописец от Възраждането, първият известен поименно представител на Дебърската художествена школа.

## Биография
Роден е в мияшкото село Росоки, Дебърско, тогава в Османската империя. Първото подписано дело на Неделко е икона на Исус Христос в „Света Петка“ в Галичник от 1770 година: „писахъ сїе мо/ю рук(о)ю Нед(ѣ)лко/ ѡт село Раосок(и) αψο“. По характерния славянски дуктус, с който пише, Виктория Поповска-Коробар определя като негови творби и една икона на Свети Йоан Предтеча от сбирката на Бигорския манастир, както и царските двери и празничната икона „Сретение Господне“ в „Свети Георги“ в Лазарополе, която вече не е на иконостаса.
Стилът му е много близък до този на Апостолис Лонгианос и Охридската пробарокова група.
Икона на зограф Неделко от Росоки, датирана в 1780 година, има и в Народния музей в Белград.
Някой си майстор Неделко се споменава и в Серския манастир като автор на стенописите в югозападната приемна сграда. В надпис от 1795 година се представя като „чудесен зограф Неделко и остроумен историограф“. Автор е на гирлянди и други декоративни мотиви в бароков и рококо стил, както и на пейзажи от Виена и Цариград, основани на халкографски оригинали. Манастирската кондика съдържа и по-стар запис за майстор Неделко, който в 1755 година работи за поръчител от неврокопското село Старчища. Заради голямото сходство между декоративните резбовани и изписани елементи на царските двери в Лазарополе и стенописите в стаите в Сяр, се предполага, че майсторът в Сяр може да е Неделко от Росоки.